# 2018년 인터내셔널 챔피언스컵
2018년 인터내셔널 챔피언스컵(2018 International Champions Cup)은 7월 21일부터 8월 8일까지 열린 축구 클럽 대항전이다.

## 규정
각 팀당 세 번의 경기를 가져 순위를 매기며, 연장전 없이 대회를 치르게 된다. 즉, 정규 시간이 끝날때까지 승부가 가려지지 않으면 바로 승부차기로 넘어가게 된다. 이번 시즌은 개최지 마다 참가팀을 다르게 두고 우승팀을 따로 뽑던 이전 대회들과는 달리 각 팀이 거둔 성적을 일원화하여 우승팀을 정하게 된다. 이런 이유로 파리 생제르맹, 아틀레티코 마드리드, 바이에른 뮌헨, 벤피카, 유벤투스 등의 몇몇 팀들은 대륙을 넘나들며 대회를 치르게 되었다. 참고로, 바이에른 뮌헨이 홈 팀의 입장에서 치르게 될 파리 생제르맹, 맨체스터 시티 경기는 아우디 풋볼 서밍이란 네이밍 하에 아우디가 스폰싱을 하게 된다.

## 출전 팀
| 국가     | 팀                  |
| 프랑스   | 파리 생제르맹       |
| 독일     | 바이에른 뮌헨       |
| 스페인   | 아틀레티코 마드리드 |
| 잉글랜드 | 아스널              |

| 국가     | 팀                  |
| 잉글랜드 | 맨체스터 시티       |
| 독일     | 도르트문트          |
| 잉글랜드 | 리버풀              |
| 잉글랜드 | 토트넘              |
| 스페인   | 바르셀로나          |
| 잉글랜드 | 맨체스터 유나이티드 |
| 이탈리아 | AC 밀란             |
| 이탈리아 | 유벤투스            |
| 이탈리아 | AS로마              |
| 포르투갈 | SL 벤피카           |
| 스페인   | 레알 마드리드       |

| 국가     | 팀                  |
| 잉글랜드 | 첼시                |
| 이탈리아 | 인터밀란            |
| 프랑스   | 올랭피크 리옹       |
| 프랑스   | 파리 생제르맹       |
| 독일     | 바이에른 뮌헨       |
| 스페인   | 아틀레티코 마드리드 |

## 최종 순위
| 순위 | 국가     | 팀            | 승 | PK 승 | PK 패 | 패 | 득점 | 실점 | 골 득실 | 승점 |
| 1    | 잉글랜드 | 토트넘        | 2  | 0     | 1     | 0  | 7    | 3    | +4      | 7    |
| 2    | 독일     | 도르트문트    | 2  | 0     | 1     | 0  | 6    | 3    | +3      | 7    |
| 3    | 이탈리아 | 인터밀란      | 2  | 0     | 1     | 0  | 3    | 1    | +2      | 7    |
| 4    | 잉글랜드 | 아스날        | 1  | 1     | 1     | 0  | 7    | 3    | +4      | 6    |
| 5    | 잉글랜드 | 리버풀        | 2  | 0     | 0     | 1  | 7    | 5    | +2      | 6    |
| 6    | 스페인   | 레알 마드리드 | 2  | 0     | 0     | 1  | 6    | 4    | +2      | 6    |